# Bernartice u Javorníka
Bernartice u Javorníka – przystanek kolejowy w Bernarticach, w kraju ołomunieckim, w Czechach. Znajduje się na wysokości 245 m n.p.m. i leży na linii kolejowej nr 295.